# Розівська сільська рада (Шахтарський район)
| Розівська сільська рада — колишній орган місцевого самоврядування у Шахтарському районі Донецької області з адміністративним центром у c. Розівка. Сільській раді підпорядковані населені пункти: - c. Розівка - с. Шевченко |

## Склад ради
Рада складається з 16 депутатів та голови.

## Керівний склад сільської ради
| ПІБ                                | Основні відомості                                                         | Дата обрання | Дата звільнення |
| ---------------------------------- | ------------------------------------------------------------------------- | ------------ | --------------- |
| Герасименко Олександр Анатолійович | Сільський голова, 1975 року народження, освіта, безпартійний              | 26.03.2006   | 31.10.2010      |
| Герасименко Олександр Анатолійович | Сільський голова, 1975 року народження, освіта вища, член Партії регіонів | 31.10.2010   |                 |

Примітка: таблиця складена за даними джерела